# Frederik Schmidt-Degener

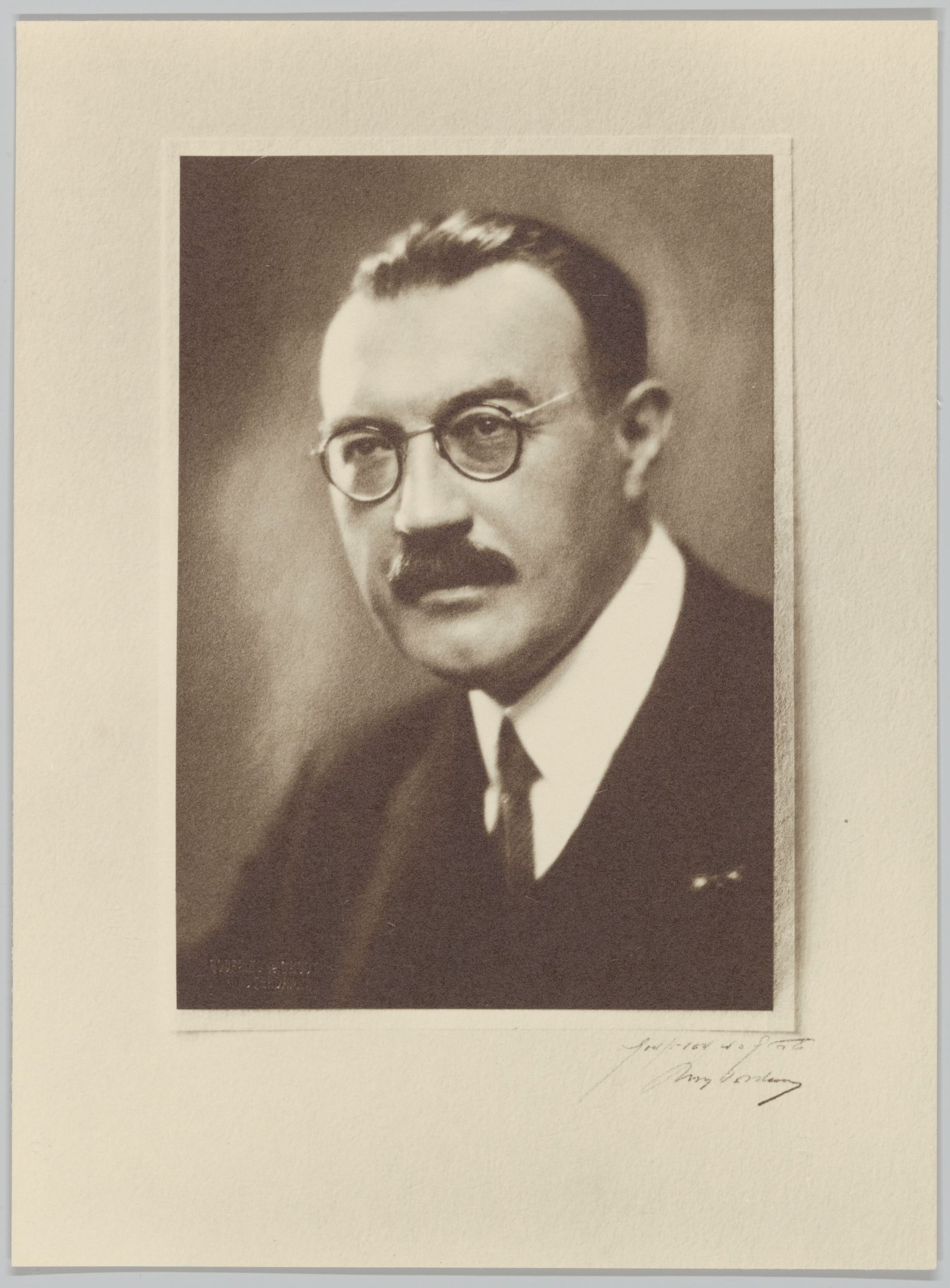
Porträtbild

Frederik Schmidt-Degener, eigentlich Fritz, (geboren am 10. Dezember 1881 in Rotterdam, gestorben am 21. November 1941 in Amsterdam) war ein niederländischer Kunsthistoriker und Museumsdirektor. Daneben war er auch als Dichter tätig.

## Familie
Schmidt-Degener war der älteste Sohn des Kaufmanns Johann Diederik (Diederich) Degener (1844 – 30. Januar 1905) und dessen Frau Maria Juliana (geborene Kamerling; 1856–1933), der Tochter des Verlegers Willem Kamerling aus Groningen und dessen Frau Annechien (geborene Folkers). Sein Vater stammte aus Leer in Ostfriesland und hatte im Schweizer Konsulat in Amsterdam gearbeitet. Er eröffnete mit seinem Bruder ein Modegeschäft in Rotterdam, unternahm Reisen nach England und war insbesondere an Möbeln interessiert, die er nach seinen eigenen Wünschen entwerfen ließ. Dieses Hobby übernahm sein ältester Sohn, der später begann selbst eigene Möbel zu entwerfen. Der Vater besuchte regelmäßig mit seinen Kindern das Museum Boijmans Van Beuningen in Rotterdam. Seit dem Jahr 1848 führte die Familie den Namen Schmidt-Degener. Er hatte vier Brüder, Willem Anton (1883–1910), Johann Hermann (1885–1886), Julius (1889–1917) und Henri (1891–1969), sowie eine Schwester Anna Christina Frédérique Schmidt Degener (* 1892).

## Leben
Nach der Grundschule besuchte Schmidt-Degener das Erasmiaansch Gymnasium in Rotterdam. Aufgrund einer schweren Krankheit erhielt er abends von dem Altphilologen und Dichter Jan Hendrik Leopold (1865–1925) Privatunterricht in Latein und klassischen Sprachen. Diese Begegnung hinterließ einen starken Eindruck bei Degener der 1927, nach Leopolds Tod, die Herinnering aan Leopold (Erinnerungen an Leopold) veröffentlichte. Gemeinsam arbeiteten beide 1904 an der Übersetzung der Epicteti Enchiridion Latinis versibus adumbratum von Epiktet.
Nach dem Abschluss des Gymnasiums wurde er kurzzeitig von Abraham Bredius unterrichtet, der ihn für Kunstgeschichte interessierte. Anschließend begab er sich 1902 für ein Jahr zum Studium der Kunstgeschichte an die Universität nach Berlin, weil dieses Fach in den Niederlanden bisher nicht unterrichtet wurde. Dort lernte er den Kunsthistoriker Adolph Goldschmidt kennen, dem er später eine große Wertschätzung und Freundschaft entgegenbrachte. Degener wechselte im Folgejahr an die Sorbonne nach Paris. In den Ferien reiste er zu Studienzwecken nach England und Schottland und verbrachte mehrere Monate bei seinem Onkel in Dresden.
Inmitten der Ausarbeitungen für seine Dissertation starb sein Vater. Degener brach sein Studium daraufhin ab und kehrte in die Heimat zurück. Dort wurde er zum Vormund seiner jüngeren Geschwister bestimmt und bemühte sich um eine Anstellung vor Ort. 1906 gab er mit Bredius eine Beschreibung der großherzoglichen Gemäldesammlung im Augusteum in Oldenburg heraus und begann Artikel über Rembrandt van Rijn für die Gazette des Beaux-Arts zu schreiben. Er erhielt von der Wereldbibliotheek den Auftrag eine Broschüre über Rembrandt zu verfassen, dessen 300. Geburtstag in diesem Jahr gefeiert wurde. Auch der Maler und Kunsthistoriker Jan Veth hatte zu diesem Anlass ein Buch über Rembrandt veröffentlicht.
Im Jahr 1908 wurde er im Alter von nur 26 Jahren als Nachfolger von Pieter Haverkorn van Rijsewijk (1839–1919) zum Direktor des Museum Boijmans Van Beuningen ernannt. Er organisierte die Ausstellung neu, ließ das Museum für ein Jahr schließen und reduzierte die ausgestellten Werke. Im Laufe der 13 Jahre unter seiner Leitung begann sich ein Kreis vermögender Liebhaber herauszubilden, die eigene Sammlungen auf- oder ausbauten. Davon konnte das Museum bei Ankäufen oder Schenkungen stark profitieren. So erwarb er unter anderem ein Altarbild die Disputation der Heiligen Katharina und den fünfzig Philosophen von Jan Provost für die Sammlung. 1919 wurde er stellvertretender Vorsitzender des Niederländischen Archäologenverbandes (niederländisch Nederlandse Oudheidkundige Bond), dessen Sekretär Cornelis Hofstede de Groot war. Weitere Mitglieder waren Samuel Muller, Jan Six und Jan Veth.
Degener lebte für einige Zeit bei seiner Mutter in Den Haag. Im Jahr 1921 wurde er der Nachfolger Barthold van Riemsdijks, der im Alter von siebzig Jahren von seiner Position als Generaldirektor des Rijksmuseums in Amsterdam zurückgetreten war. Auch in dieser Funktion führte er in den 20 Jahren seiner Tätigkeit eine Neuorganisation und von 1923 bis 1937 eine grundlegende Renovierung durch.
Degener schrieb in späten Jahren ein Theaterstück und einige Gedichte, die er teilweise unter dem Pseudonym Teunis Erink veröffentlichte. Ein weiteres Pseudonym, das er verwendete, war A. Muermans. Er verbrachte die letzten zwanzig Jahre seines Lebens in einem großen Haus im Garten des Rijksmuseums, wo seine Mutter mit ihm lebte. Seine Schwester führte den Haushalt. Er hatte am 31. Oktober 1930 die Französin Augustine Suzanne (geborene Vadurel) geheiratet, die 1939 starb. Kurz vor seiner geplanten zweiten Heirat starb er an einem Herzinfarkt.

## Auszeichnungen (Auswahl)
- 1932: Ehrendoktor der Universität Amsterdam
- 1935: Mitglied der Maatschappij der Nederlandse Letterkunde und der Königlich Niederländischen Akademie der Wissenschaften

## Schriften (Auswahl)
- Rembrandt. Een beschrijving van zijn leven en zijn werk. G. Schreuders, Amsterdam 1906 (niederländisch, archive.org).
- mit Abraham Bredius: Die großherzogliche Gemäldegalerie im Augusteum zu Oldenburg. 41 Reproductionen in Photogravure. Mit einem Vorwort und erläuterndem Text. Oncken, Oldenburg 1906 (digital.lb-oldenburg.de).
- Le Troisieéme Centenaire de Rembrandt en Hollande. In: Gazette des Beaux-Arts. 6. Serie, Nr. 36, Oktober 1906, S. 265–280 (französisch, digi.ub.uni-heidelberg.de).
- Adriaen Brouwer en de ontwikkeling zijner kunst. L. J. Veen, Amsterdam 1908 (niederländisch, archive.org).
- mit J. G. Veldheer, C. J. Gonnet: Frans Hals in Haarlem. S. L. Van Looy, Amsterdam 1908 (niederländisch, archive.org).
- Jan Provost und seine Disputation der Hl. Katharina. In: Zeitschrift für bildende Kunst. Neue Folge 30, 1919, S. 68–72 (digizeitschriften.de).
- Rembrandt en Vondel. In: De Gids. 83, 1919, S. 222–275 (niederländisch, dbnl.org).
  - Rembrandt und der holländische Barock. B. G. Teubner, Leipzig 1928 (Übersetzt von Alfred Pauli, digitalisate.sub.uni-hamburg.de).
- De Eeuw van Flaubert (Das Jahrhundert Flauberts). In: De Gids. 86, 1927, S. 73–93 (niederländisch, dbnl.org).

Theaterstück
- De Poort van Ishtar. Amsterdam 1937 (Ein lyrisches Drama aus einem Prolog, vier Akten und einem Epilog in elisabethanischen reimlosen Versen mit ungleicher Zeilenlänge. Angelehnt an Christopher Marlowes Stück Tamburlaine the Great).

Gedichtsammlungen
- Gedichten. In: Groot Nederland. Nr. 38 1940, S. 86–87 und Nr. 39, 1941, S. 263–268 und S. 246–255. (Zwölf Gedichte aus der unvollendeten Gedichtsammlung Nonceniente. Die ersten beiden signierte er mit F. S.-Degener, die anderen zehn erschienen unter dem Pseudonym Teunis Erink).

Posthum
- Henri Schmidt Degener (Hrsg.): Phoenix. Vier Essays. J. M. Meulenhoff, Amsterdam 1942 (enthält: Rembrandts vogel Phoenix, Herinnering aan Leopold, De eeuw van Flaubert und Rembrandt en Vondel).
- Arthur van Schendel (Hrsg.): Verzamelde studiën en essays van dr. F. Schmidt-Degener. J. M. Meulenhoff, Amsterdam 1949 (gesammelte kleine Schriften; S. 177–188 Schriftenverzeichnis).